# Turniej Nordycki 2007
Turniej Nordycki 2007 to 11. edycja Turnieju Nordyckiego (Skandynawskiego) w historii skoków narciarskich. W tym sezonie odbyły się cztery konkursy. Zwycięzcą całego cyklu został już po raz trzeci w swojej karierze Adam Małysz.
Zawody turnieju miały być rozgrywane na czterech różnych skoczniach – w Lahti, Kuopio, Lillehammer i Oslo. Z uwagi na zbyt silny wiatr konkurs w Lillehammer nie odbył się – został przeniesiony do Oslo.

## Zwycięzcy konkursów
| Lp | Data          | Miejsce | 1. miejsce   | 2. miejsce     | 3. miejsce         |
| -- | ------------- | ------- | ------------ | -------------- | ------------------ |
| 1. | 11 marca 2007 | Lahti   | Adam Małysz  | Andreas Kofler | Martin Schmitt     |
| 2. | 13 marca 2007 | Kuopio  | Adam Małysz  | Andreas Kofler | Thomas Morgenstern |
| 3. | 17 marca 2007 | Oslo    | Adam Małysz  | Andreas Küttel | Anders Bardal      |
| 4. | 18 marca 2007 | Oslo    | Simon Ammann | Martin Koch    | Matti Hautamäki    |

## Klasyfikacja końcowa 2007
Zwycięzcą klasyfikacji generalnej został, już trzeci raz w swojej karierze Adam Małysz. Wygrał on pierwsze trzy konkursy. W czwartym zajął odległe miejsce (powodem słabszego występu polskiego zawodnika był nagły podmuch wiatru).
| Miejsce | Zawodnik         | Punkty |
| ------- | ---------------- | ------ |
| 1.      | Adam Małysz      | 822,4  |
| 2.      | Andreas Kofler   | 820,3  |
| 3.      | Simon Ammann     | 797,1  |
| 4.      | Janne Ahonen     | 767,4  |
| 5.      | Dmitrij Ipatow   | 767,1  |
| 6.      | Wolfgang Loitzl  | 755,8  |
| 7.      | Matti Hautamäki  | 745,8  |
| 8.      | Andreas Küttel   | 723,9  |
| 9.      | Dmitrij Wasiljew | 723,2  |
| 10.     | Tom Hilde        | 714,2  |